# 君
君（きみ、クン）は、主に東アジアの漢字文化圏の王朝でみられた君主の称号（君主号）または皇族・王族、貴族（特に外戚・功臣）の称号。

## 字源
「君」という漢字は、筆を持った手を象る象形文字の「尹」に、区別のための無意味な記号「口」を加えて作られた文字である。

## 君の称号
君とは東アジアの漢字文化圏、特に中国や朝鮮の王朝で見られた皇族・王族または功臣の称号のこと。中国の春秋戦国時代では、戦国四君の一人孟嘗君が有名。前漢以後、男子の称号ではなく女子の称号が変遷し、拝領した土地の地名を取って「○○君」と呼んだ。大体は皇后の母を冊封することが多い（例：舞陽君、宜城君）。他の非皇族に生まれた女性の称号として使用される場合もある（例：漢の武帝の異父姉・修成君、権臣董卓の孫娘・董白）。その後の王朝に引き継がれたが、清代で親王の庶女の称号になった。
朝鮮半島では檀君朝鮮のように君主号でもあり、国王の実父（大院君）や廃王や王族や功臣の封号として多用された。日本では、天皇が正式な君主号であるが、近世以降は江戸幕府を主宰する将軍が日本国大君という外交称号を使用した。

## 臣との関係の変化
『春秋左氏伝』昭公13年の記述として、「臣一君二」（臣は1人だが、君主は2人）といった言葉があり、臣は君と合わなければ、そこを去り、別（2人目）の君主を求めるという意味である。後世、日本戦国期においても、藤堂高虎といった武将は、「七度主君を変えねば、武士とはいえぬ」（藤堂高虎を参照）と言葉を残しており、必ずしも一君にのみ忠誠を誓う関係ではなかった。一方で、後漢の張任は「老臣は決して二君に仕えるつもりはない」（『三国志』）という言葉を残し、中世の『吾妻鏡』にも「忠臣二君に仕えずというが」とも記述されている。近世では、儒学の影響から幕末には一君万民論もとなえられた。